# Ignace Bourget
Ignace Bourget (Lévis, 30 ottobre 1799 – Sault-au-Récollet, 8 giugno 1885) è stato un arcivescovo cattolico canadese.

## Biografia
Ordinato presbitero il 30 novembre 1822, fu segretario del vescovo sulpiziano Jean-Jacques Lartigue, ausiliare di Québec residente a Montréal: nel 1836 Lartigue, eletto vescovo della neo-eretta sede di Montréal, lo nominò vicario generale della diocesi. L'anno seguente Bourget venne eletto vescovo titolare di Telmisso e coadiutore di Montréal: venne consacrato il 25 luglio 1837 dal vescovo Lartigue.
Nel 1840 succedette al defunto vescovo Lartigue nella sede di Montréal.
Bourget fece erigere la cattedrale di Maria Regina del Mondo su modello della basilica di San Pietro in Vaticano.
Fece insediare nella sua diocesi numerose comunità di religiosi europei, come i Missionari oblati di Maria Immacolata, i gesuiti, le suore della Società del Sacro Cuore di Gesù; favorì anche la nascita di congregazioni autoctone, come le Suore dei Santi Nomi di Gesù e Maria, le Suore di Sant'Anna di Lachine, le Suore della Provvidenza, le Suore della Misericordia.
Intransigente ultramontano, il vescovo lanciò un appello ai cattolici a sostenere finanziariamente la difesa dello Stato della Chiesa contro i sabaudi e incoraggiò l'arruolamento di giovani volontari canadesi tra gli zuavi pontifici.
Bourget lasciò il governo della diocesi nel 1876 e fu eletto arcivescovo titolare di Marcianopoli.

## Genealogia episcopale e successione apostolica
La genealogia episcopale è:
- Cardinale Guillaume d'Estouteville, O.S.B.Clun.
- Papa Sisto IV
- Papa Giulio II
- Cardinale Raffaele Sansone Riario
- Papa Leone X
- Papa Paolo III
- Cardinale Francesco Pisani
- Cardinale Alfonso Gesualdo di Conza
- Papa Clemente VIII
- Cardinale Pietro Aldobrandini
- Cardinale Laudivio Zacchia
- Cardinale Antonio Barberini, O.F.M.Cap.
- Cardinale Nicolò Guidi di Bagno
- Arcivescovo François de Harlay de Champvallon
- Cardinale Louis-Antoine de Noailles
- Vescovo Jean-François Salgues de Valderies de Lescure
- Arcivescovo Louis-Jacques Chapt de Rastignac
- Arcivescovo Christophe de Beaumont du Repaire
- Vescovo Charles-Gilbert de May de Termont
- Vescovo Jean-Olivier Briand
- Vescovo Jean-François Hubert
- Vescovo Pierre Denaut
- Arcivescovo Joseph-Octave Plessis
- Vescovo Jean-Jacques Lartigue, P.S.S.
- Arcivescovo Ignace Bourget

La successione apostolica è:
- Vescovo Patrick Phelan, P.S.S. (1843)
- Arcivescovo François-Norbert Blanchet (1845)
- Vescovo John Charles Prince (1845)
- Vescovo Augustin-Magloire Blanchet (1846)
- Vescovo Joseph La Rocque (1852)